# Сабуров, Евгений Фёдорович
Евге́ний Фёдорович Сабу́ров (13 февраля 1946, Ялта, Крымская область — 20 июня 2009, Москва) — советский математик и российский экономист и политик, писатель. Доктор экономических наук.

## Биография
В 1969 году окончил механико-математический факультет Московского государственного университета.
В 1968—1971 годах был старшим инженером Главного вычислительного центра Миавтомосдор РСФСР в Москве, в 1971—1982 годах — младшим научным сотрудником Московского государственного научно-исследовательского и проектного института. В 1981 году защитил кандидатскую диссертацию «Совершенствование управления ресурсами для ремонтно-эксплуатационных нужд предприятий с непрерывными технологическими процессами: на примере азотной промышленности».
В 1982—1987 годах — заведующий сектором Центрального научно-исследовательского института экспериментального проектирования, в 1987—1989 годах — заведующий лабораторией Московского института радиоэлектроники и автоматики, в 1989—1990 годах — ведущий научный сотрудник Института экономики и прогнозирования научно-технического прогресса АН СССР.
В августе 1990 года стал заместителем министра образования РСФСР, 15 августа 1991 года — заместителем Председателя Совета Министров РСФСР, министром экономики РСФСР (до 15 ноября того же года), затем — и. о. министра экономики РСФСР (до 5 декабря того же года).
С 28 августа по 26 декабря 1991 года был членом Комитета по оперативному управлению народным хозяйством СССР (де-факто Правительства СССР), с декабря 1991 года по март 1994 года — директором Центра информационных и социальных технологий при Правительстве Российской Федерации, с 11 марта по 6 октября 1994 года — вице-премьером правительства Крыма (для чего принял украинское гражданство).
В январе 1995 года стал директором Института проблем инвестирования банка «Менатеп», одновременно с этим в ноябре 1999 года — председателем, в июне 2000 года — заместителем председателя совета директоров Доверительного и инвестиционного банка.
В 1996—2009 годах был председателем Попечительского совета Фонда «Институт экономики города». В апреле 2003 года стал научным руководителем Института развития образования ГУ — ВШЭ. В 2005—2009 годах — научным руководителем Федерального института развития образования.
Похоронен на Троекуровском кладбище.

## Научная деятельность
В 1997 году защитил докторскую диссертацию по экономике на тему «Методологические проблемы первого этапа российской экономической реформы».
В область научных интересов Сабурова входили макроэкономика, социальная экономика, экономика образования, общественные и корпоративные финансы, экономика жилищного строительства. Он является автором статей и монографий о современной российской экономике.
Был профессором по кафедре «Математические методы в экономике» Российской экономической академии им. Г. В. Плеханова, вёл учебный курс «Моделирование трансформационных процессов в экономике».
В 2004 году был руководителем проектов «Механизмы сочетания различных источников финансирования начального и среднего профессионального образования в условиях реструктуризации бюджетной сферы» и «Разработка методики оценки стоимости образовательной услуги общего образования» ГУ — ВШЭ.

## Литературная деятельность
Начал писать стихи в детстве. В 1962 году стал членом поэтической группы «Орлы», возникшей на мехмате МГУ (её также называют «круг Иоффе — Сабурова»). До 1990 печатался за рубежом, первая публикация в СССР — в рижском журнале «Родник». Стихи печатались в журналах «Театр», «Новый мир», «Знамя».
Михаил Айзенберг писал, что «Евгений Сабуров всегда казался мне самым свободным из авторов-современников. Сейчас, когда он вовсе перестал заботиться о какой-либо “огранке” своих вещей, это стало ещё очевиднее. Его стихи задевают какие-то «неведомые струны», обнаруживая тем самым их существование».

### Научные публикации

#### Монографии
- Реформы в России: первый этап. М.,1997
- Страна понятного завтра. М., 2001 (в соавторстве)

#### Статьи
- Чувство города и дня // Время и мы. № 35. 1978. С. 75-81.
- Беспамятные наши души // Время и мы. № 36. 1978. С. 104—108.
- Молодая поэзия-89, с.36-38
- «Сельская молодёжь», № 5-6, 1993
- «Независимая газета», 27.07.1994
- Реформы в России: первый этап. — М.: ООО «Вершина-Клуб», 1997. — 272 с
- НЛО, № 25 (1997), с.311-313
- Fin du Siecle // «Литературное обозрение», № 3, 1998, с.82-91
- «Улов», вып.2 (осень 2000), с.199-208
- «Самиздат века», с.494-497.
- Поэзия иногда сродни политическому действию // Русский журнал, 25.04.2002
- Постлитературоцентричная общественная жизнь // «Неприкосновенный запас», 2003, № 5 (31)
- Власть отвратительна (М: ГУ ВШЭ, 2003. — 216 с.)
- «Родник» (Рига), № 2, 1990, с.8-9. «Бодлер. Приглашение к путешествию» и ещё 4 стихотворения.
- Две поэмы // TextOnly, вып. 3 (декабрь 1999 — январь 2000)
- Облака заговорили // «Новый мир», № 4, 2000. Стихи.
- «Знамя», № 6, 2004. Стихи
- Вниз по Нилу-реке // «TextOnly», вып. 13 (июнь 2005 г.)
- Политическое общество и гражданское общество — синонимы / 30.11.2001 /
- В образовательной колонии / 16.04.2002 /
- Поэзия иногда сродни политическому действию / 25.04.2002 /
- В образовательной колонии / 12.05.2002 /
- Вне системы / 17.10.2002 /
- Три разговора / 04.11.2002 /
- Нас ждёт колоссальный обвал / 14.01.2003 /
- Образование и ноосферная экономика / 10.02.2003 /
- Толерантность и мир современной экономики / 17.02.2003 /
- На чьих костях пляшем? / 20.10.2003 /
- Политические выборы и теория рационального выбора / 02.12.2003 /
- Фантастические размышления над книгой Г. Беккера / 21.04.2004 /, / 13.04.2004 / / 16.03.2004 /, / 05.03.2004 /, / 05.12.2003 /, / 04.12.2003 /.

### Художественные тексты
- Пороховой заговор (М.: Золотой векъ, 1995. — 160 с.) Вместо предисловия В. Салимон.
- Двойное дежурство в любовном угаре // Восемь нехороших пьес. — М.: В/О «Союзтеатр», 1990. С.79-115. Пьеса
- Святые Кирилл и Мефодий как идеологи авангарда // «Юность», № 4, 1995, с.7-9.
- Антология Гнозиса, т.2, с.271-273.
- По краю озера (М.: ОГИ, 2001. — 104 с.) Составитель М. Айзенберг.
- Тоже мне новости (М.: Новое издательство, 2006. — 104 с.)